# مسجد السليمية (أوسكودار)
مسجد السليمية الكبير، هو مسجد تاريخي يقع في منطقة أوسكودار في إسطنبول، تركيا، بالقرب من ثكنة السليمية. تم تشييده من قبل السلطان العثماني سليم الثالث.

## التاريخ
بني المسجد على يد سليم الثالث بين عامي 1801 و1805، ويقع بجوار ثكنة السليمية، وهي أكبر ثكنة عثمانية بنيت في هذه الفترة.
تم بناء المسجد بالحجر عالي الجودة على الطراز الباروكي العثماني الذي كان سائد في القرن الثامن عشر.
يشتمل مسجد السليمية أيضًا على جناح إمبراطوري، يحتوي الجناح الإمبراطوري نفسه على غرف وقاعات مختلفة كانت بمثابة قصر صغير للسلطان وحاشيته.
تغطي قاعة الصلاة قبة واحدة كبيرة ذات مثلثات في زواياها، يوجد نقش طويل باللون الذهبي على خلفية سوداء يمتد في شريط حول معظم القاعة، ويشبه في أسلوبه النقش الموجود داخل مسجد نور عثمانية السابق تحتوي على سورة الفتح.

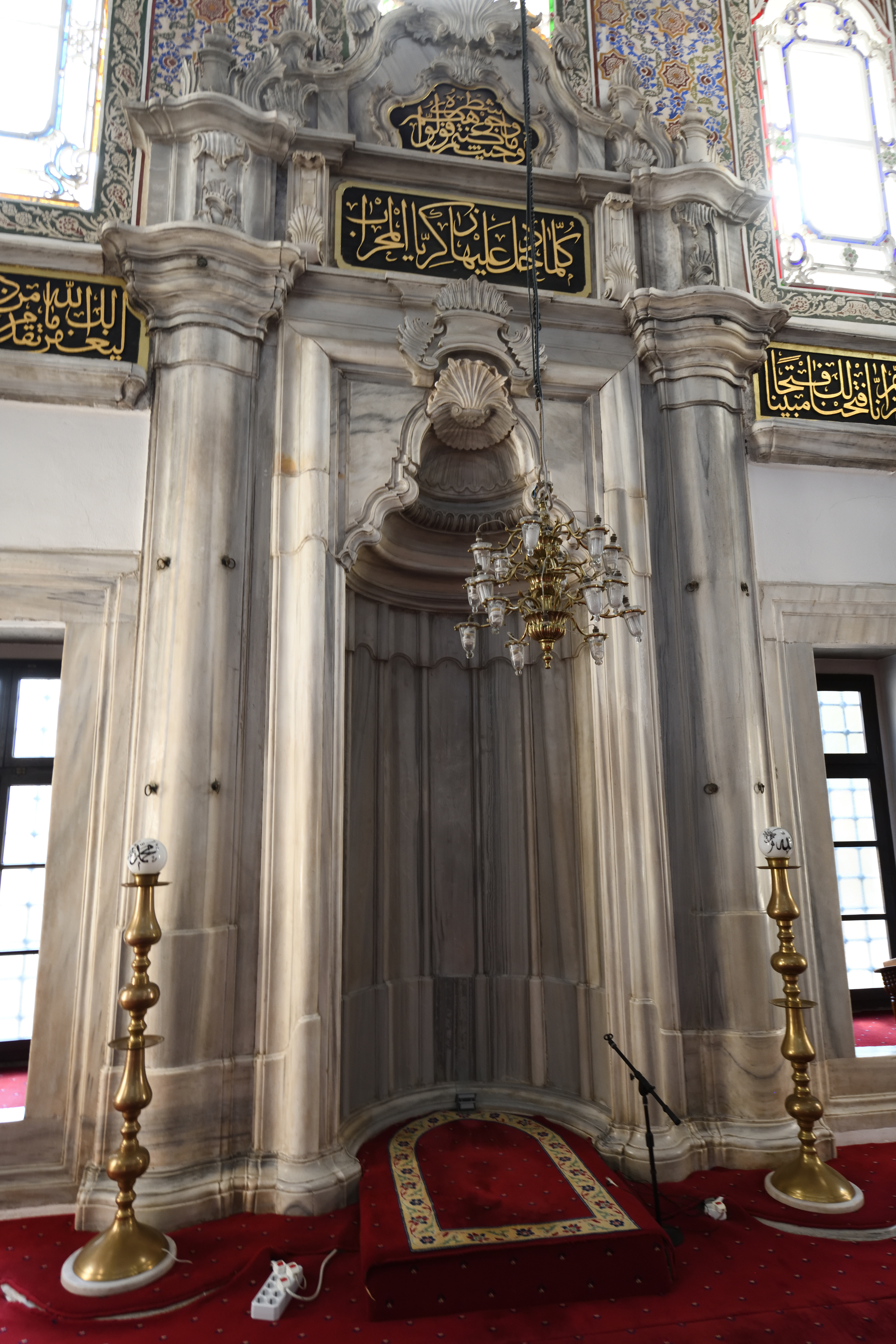
محراب المسجد الرخامي

تم نحت منبر  المسجد والمحراب الرخامي بزخارف باروكية غنية، أعمدة أروقة المسجد لها تيجان من سمات القرن الثامن عشر المزخرفة المنحوتة في الحجر على أبراج زاوية المسجد.

## الحمامات
حمامات مجمع السليمية، كانت تستخدم من قبل زوار المسجد والجنود من الثكنات، في عام 2018 بدأ العمل على ترميمها وتحويلها إلى مكتبة ومطعم ومنطقة متحف صغيرة. تم فتحها للجمهور في عام 2021.